# スラン (ベルギー)
スラン（フランス語・オランダ語: Seraing フランス語: [səʁɛ̃]、ワロン語: Sèrè）は、ベルギー、ワロン地域リエージュ州の都市、基礎自治体である。スランには旧コミューンであるボンセル（Boncelles）、ジュメプ＝シュル＝ムーズ（Jemeppe-sur-Meuse）、ウグレ（Ougrée）が含まれる。リエージュ、アンス、エルスタル、サンニコラ、フレマルなどの各都市や自治体などと共に、人口60万人のリエージュ都市圏を構成している。スランの南はコンドロ郡（Condro）でアルデンヌ地域へと続く。

## 歴史

### 古代から中世まで
いくらかの人骨や陶器の破片、武器、装身具の発見は5世紀から6世紀頃の物で、スランではフランク人の時代から人が定住していたことを証明している。最初にスランが文献に登場したのは956年のことで、カロリング朝がムーズ川の両側に領域を拡大し領有し始めサラン（Saran）と呼ばれるようになり、シント＝トロイデンの修道院が寄贈されている。全ての領地は直ぐにリエージュ司教領となった。中世を通じて、スランの住民は免税を交換条件に河川を防御することでリエージュに対して忠誠を尽くした。渡し舟に代えて、最初の木造の橋が1381年に築かれている。

### 工業化
町の名は時代を経るごとに変わり、現在のスペルでの表記は18世紀からである。産業革命の到来によってムーズ川に近いことや、ウグレでの石炭の発見など当時様々な要因が結び付き、スランは産業の投資家をひき付けた。最初の製鉄所が設立されたのは1809年のことである。イギリス人起業家のジョン・コケリル（John Cockerill）によって鉄鋼業は高炉や従来の木炭の代わりに石炭を燃料に用いることで変革がもたらされた。新機軸を基に1817年、コケリルは企業を興している。次の10年間はさらに多くの冶金工場や鋳物工場がこの地域に設立され、ワロン地域の工業の中核を担うようになる。ガラス製造業は、安い石炭が手近に入ることから設立された。クリスタル・ガラスで有名なヴァル・サン・ランベール社は1826年にスランで操業を開始している。

## ゆかりの人物
- ミシェル・プロドーム -　元サッカー選手
- ジャン＝ピエール&リュック・ダルデンヌ - 映画監督・脚本家の兄弟
- レオ・アントン・カール・デ・バル　- 天文学者

## 姉妹都市
- ドゥエー、フランス
- リミニ、イタリア
- シャテル、フランス